# Jessica Inchude
Jessica Inchude (ur. 25 marca 1996) – lekkoatletka z Gwinei Bissau specjalizująca się w pchnięciu kulą oraz rzucie dyskiem, olimpijka (2016, 2024). Od 15 marca 2021 reprezentuje Portugalię.
W 2016 podczas rozgrywanych w Durbanie mistrzostwach Afryki zajmowała czwarte i dziewiąte miejsce. W tym samym roku startowała na igrzyskach olimpijskich w Rio de Janeiro, podczas których zajęła 36. miejsce w eliminacjach i nie awansowała do finału.
W 2017 zdobyła złoty medal w rzucie dyskiem podczas igrzysk solidarności islamskiej.
Złota medalistka mistrzostw Portugalii w różnych kategoriach wiekowych oraz reprezentantka kraju w pucharze Europy w rzutach i drużynowych mistrzostwach Europy.
Rekordy życiowe: pchnięcie kulą (stadion) – 19,21 (15 marca 2025, Nikozja); pchnięcie kulą (hala) – 19,18 (23 lutego 2025, Pombal); rzut dyskiem – 51,98 (26 czerwca 2019, Leiria). Rezultat w rzucie dyskiem jest aktualnym rekordem Gwinei Bissau. Zawodniczka jest również rekordzistką Gwinei Bissau w pchnięciu kulą na stadionie (17,54 w 2019) oraz rekordzistką Afryki w hali (18,13 w 2021).

## Osiągnięcia
| Rok                          | Impreza                                 | Miejsce        | Konkurencja    | Lokata            | Wynik |
| ---------------------------- | --------------------------------------- | -------------- | -------------- | ----------------- | ----- |
| Reprezentacja: Gwinea Bissau |                                         |                |                |                   |       |
| 2016                         | Mistrzostwa Afryki                      | Durban         | rzut dyskiem   | 9. miejsce        | 44,30 |
| 2016                         | Mistrzostwa Afryki                      | Durban         | pchnięcie kulą | 4. miejsce        | 15,44 |
| 2016                         | Igrzyska olimpijskie                    | Rio de Janeiro | pchnięcie kulą | el. – 36. miejsce | 15,15 |
| 2017                         | Igrzyska solidarności islamskiej        | Baku           | pchnięcie kulą | 4. miejsce        | 14,95 |
| 2017                         | Igrzyska solidarności islamskiej        | Baku           | rzut dyskiem   | 1. miejsce        | 50,23 |
| 2017                         | Mistrzostwa świata                      | Londyn         | pchnięcie kulą | el. – 30. miejsce | 14,63 |
| 2018                         | Puchar interkontynentalny               | Ostrawa        | pchnięcie kulą | 8. miejsce        | 14,51 |
| Reprezentacja: Portugalia    |                                         |                |                |                   |       |
| 2022                         | Puchar Europy w rzutach                 | Leiria         | pchnięcie kulą | 6. miejsce        | 17,02 |
| 2022                         | Halowe mistrzostwa świata               | Belgrad        | pchnięcie kulą | 9. miejsce        | 18,17 |
| 2022                         | Mistrzostwa świata                      | Eugene         | pchnięcie kulą | el. – 17. miejsce | 18,01 |
| 2022                         | Mistrzostwa Europy                      | Monachium      | pchnięcie kulą | 9. miejsce        | 17,93 |
| 2023                         | Halowe mistrzostwa Europy               | Stambuł        | pchnięcie kulą | 4. miejsce        | 18,33 |
| 2023                         | Puchar Europy w rzutach                 | Leiria         | pchnięcie kulą | 1. miejsce        | 18,14 |
| 2023                         | Mistrzostwa świata                      | Budapeszt      | pchnięcie kulą | el. – 16. miejsce | 18,16 |
| 2024                         | Halowe mistrzostwa świata               | Glasgow        | pchnięcie kulą | 10. miejsce       | 18,04 |
| 2024                         | Puchar Europy w rzutach                 | Leiria         | pchnięcie kulą | 4. miejsce        | 17,53 |
| 2024                         | Mistrzostwa Europy                      | Rzym           | pchnięcie kulą | 9. miejsce        | 17,81 |
| 2024                         | Igrzyska olimpijskie                    | Paryż          | pchnięcie kulą | 8. miejsce        | 18,41 |
| 2025                         | Halowe mistrzostwa Europy               | Apeldoorn      | pchnięcie kulą | 5. miejsce        | 18,91 |
| 2025                         | Puchar Europy w rzutach                 | Nikozja        | pchnięcie kulą | 1. miejsce        | 19,21 |
| 2025                         | Halowe mistrzostwa świata               | Nankin         | pchnięcie kulą | 6. miejsce        | 18,71 |
| 2025                         | I dywizja drużynowych mistrzostw Europy | Madryt         | pchnięcie kulą | 4. miejsce        | 18,84 |